# Deacetossicefalosporina-C idrossilasi
La deacetossicefalosporina-C idrossilasi è un enzima appartenente alla classe delle ossidoreduttasi, che catalizza la seguente reazione:
deacetossicefalosporina C + 2-ossoglutarato + O2 ⇄ deacetilcefalosporina C + succinato + CO2
L'enzima richiede ferro(II) ed è in grado di utilizzare come substrato anche 3-esometilenecefalosporina C, a formare deacetossicefalosporina C, sebbene più lentamente. In Acremonium chrysogenum, l'enzima è parte di una proteina bifunzionale insieme alla deactossicefalosporina-C sintasi (numero EC 1.14.20.1). In Streptomyces clavuligerus è un enzima separato.